# ناتاليا زيغانشينا
ناتاليا كاميلوفنا زيغانشينا (الروسية:Наталья Камиловна Зиганшина، ولدت في 24 ديسمبر 1985) لاعبة جمباز روسية سابقة فازت بميدالية برونزية في حدث الفريق في دورة الألعاب الأولمبية الصيفية 2004.

## نشأتها
ولدت ناتاليا زيغانشينا في 24 ديسمبر 1985 في مدينة سانت بطرسبرغ، والدها من التتار. شاركت أختها الصغرى، جولنارا في الجمباز أيضًا، وظهرت في بطولة أوروبا للناشئين لعام 2002 في باتراس.